# Portal de Pelagalls
El Portal de Pelagalls és una obra de Pelagalls, al municipi dels Plans de Sió (Segarra), inclosa a l'Inventari del Patrimoni Arquitectònic de Catalunya.

## Descripció
És un antic portal que formava part de la vila closa, situat al principi del carrer Pelai, que dona accés al centre del nucli. Està realitzat amb carreus irregulars de pedra autòctona i presenta un arc de mig punt adovellat de grans dimensions. Actualment és l'únic vestigi que es conserva de l'antiga estructura, ja que la resta ha desaparegut o bé s'ha incorporat dins les mateixes estructures de les cases que s'han edificat al seu voltant.